# Svatý Ambrož
Svatý Ambrož, lat. Aurelius Ambrosius (kolem 340 v Trevíru – 4. duben 397 v Miláně) byl latinský církevní otec, od roku 374 biskup v Miláně. Ambrož je považován za obratného politika, který i díky svému vlivu na císaře Gratiana a Theodosia významně napomohl vítězství nauky nikajského koncilu na Západě. Roku 1295 jej papež Bonifác VIII. jmenoval jako prvního učitele církve.
Ambrož byl plodným autorem v oblasti teologie, biblické exegeze a katecheze. Svými promluvami ovlivnil sv. Augustina a také ho pokřtil.

## Život a vliv
Ambrož byl po svém otci jmenován správcem provincií v Itálii. V roce 374 došlo ke sporům o jmenování nového milánského biskupa a na tento stolec byl zvolen právě – v té době ještě nepokřtěný – katechumen Ambrož, jakožto neutrální člověk. Tohoto nového úkolu se zhostil se vší vervou a brzy se z něj stal největší vůdce západního křesťanstva 4. století. Podporoval mnišský asketismus, kult ostatků mučedníků (kolem Milána jim stavěl svatyně) a zasazoval se i o přijetí Nikajského vyznání víry v době, kdy byli císařové otevřenější vůči ariánským myšlenkám, proti kterým Ambrož bojoval a odmítal je stejně jako pohanství. Kristovo božství pro něj bylo zásadním kamenem víry. Z Východu přejal jednak alegorickou metodu výkladu Bible ovlivněnou novoplatonismem (tím pomohl svatému Augustinovi k jeho konverzi, nakonec jej i pokřtil), jednak důraz na proměnu chleba a vína při eucharistické modlitbě, což postupem času vedlo k učení o transsubstanciaci definovanému na Čtvrtém lateránském koncilu (r. 1215). Svatého Augustina ovlivnil i tím, že mu připravil půdu pro nauku o pádu a prvotním hříchu.
Ambrož nejvíce proslul obranou nikajské ortodoxii a vztahy k císařskému dvoru. Položil základ významným principům nezávislosti církve a povinností křesťanského panovníka, které byly dále rozvinuty ve středověku. V duchu teokracie neměla politická moc zasahovat do oblasti církevní a náboženské, ale naopak připisoval církvi povinnost ovlivňovat politickou scénu. Církevní majetek bránil dle hesla: „věci Boží náleží Bohu, nikoli císaři“ a při různých potyčkách s autoritami zavedl na Západě chrámový zpěv hymnů, které si společenství křesťanů zpívalo pro povzbuzení. Když např. roku 390 císař Theodosius I., s kterým se Ambrož často dostával do sporů ohledně pravomocí, nařídil krvavý masakr tisíců Soluňanů jako odplatu za tamní nepokoje, Ambrož mu jakožto členu své obce napsal soukromý dopis, v němž žádal, aby konal pokání nebo se připravil na to, že bude vyobcován z církve. Císař se nejprve zdráhal, ale pak se v chrámu objevil jako kajícník. Přijal Ambrožovy výtky, skutku litoval a jejich vztahy tak byly nadále přátelské. Za zmínku stojí i jejich vzájemná intervence o dva roky dříve, tj. r. 388, kdy srocení křesťané vypálili synagogu ve městě Kallinikum na řece Eufratu. Theodosius I., ač příznivce křesťanství, Židy respektoval pro jejich starobylost a loajálnost vůči řádně ustanoveným úřadům. Nařídil, aby byla synagoga znovu postavena, a to z církevních peněz. Ambrož však toto rozhodnutí napadl a v dopise císaře upozornil, že by to podrylo autoritu a prestiž církve a že důležitější je náboženská věc než občanské právo.
Byl to nadaný kazatel a rovněž velmi oblíbený, třeba i proto, že respektoval lokální zvyky církve: „Pokud nechceš způsobit pohoršení, zachovávej místní praxi kterékoliv církve, již navštívíš.“ Svoji oblibu u prostých a chudých lidí získával i svým silným sociálním cítěním: „Těšíš se ze svých drahocenných ozdob, zatímco ostatním se nedostává obilí,“ a bohatství proto viděl jako zlo, neboť tvrdil, že to, co bylo Bohem dáno k užívání všem, se většinou kumuluje u několika málo jedinců.

## Dílo

Divi Ambrosii Episcopi Mediolanensis Omnia Opera, 1527

### Exegetické spisy
- Hexameron (Šestero dní stvoření) – sbírka šesti homilií věnovaným prvním kapitolám knihy Genesis
- De Paradiso (Ráj)
- De Cain et Abel (Kain a Ábel)
- De Noe (Noe)
- De Abraham (Abrahám)
- De Isaac et Anima (Izák a duše)
- De bono mortis (Dobrodiní smrti)
- De fuga saeculi (Útěk před světem)
- De Iacob et vita beata (Jákob a blažený život)
- De Joseph (Josef)
- De Patriarchis (Patriarchové)
- De Helia e ieiunio (Eliáš a půst)
- De Nabuthae Historia (Příběhy o Nábotovi)
- De Tobia (Tobiáš)
- De interpellatione Iob et David (O tázání Jobově a Davidově)
- Apologia David (Obrana Davidova)
- Apologia David altera (Další obrana Davidova)
- Ennarrationes in XII Psalmos Davidicos (Výklad 12 davidovských žalmů)
- Expositio Psalmi CXVIII (Výklad 118. žalmu)
- Expositio in Lucam (Výklad Lukášova evangelia)

### Dogmatické spisy
- De Fide ad Gratianum (O víře)
- De Spiritu Sancto (O Duchu svatém)
- De incarnationis dominicae sacramento (O svátosti vtělení Páně)
- Explanatio Symboli ad initiandos (Výklad křestního symbolu)
- Expositio fidei (Výklad víry)
- De mysteriis (O tajemstvích)
- De sacramentis (O svátostech)
- De paenitentia (O pokání)
- De sacramento regenerationis vel de philosophia (O svátosti znovuzrození aneb o filosofii) – dochováno pouze fragmentárně

### Etické a asketické spisy
- De officiis (O povinnostech), první křesťanský etický traktát, originální přepracování Ciceronových De officiis
- De virginibus (O pannách)
- De viduis (O vdovách)
- De virginitate (O panenství)
- De institutione virginis (O ustanovení panny)
- Exhortatio virginitatis (Pobídka k panenství)

### Ostatní spisy
- De obitu Theodosii (O smrti Theodosiově)
- Epistulae (Listy)
- Hymny

## Zajímavost

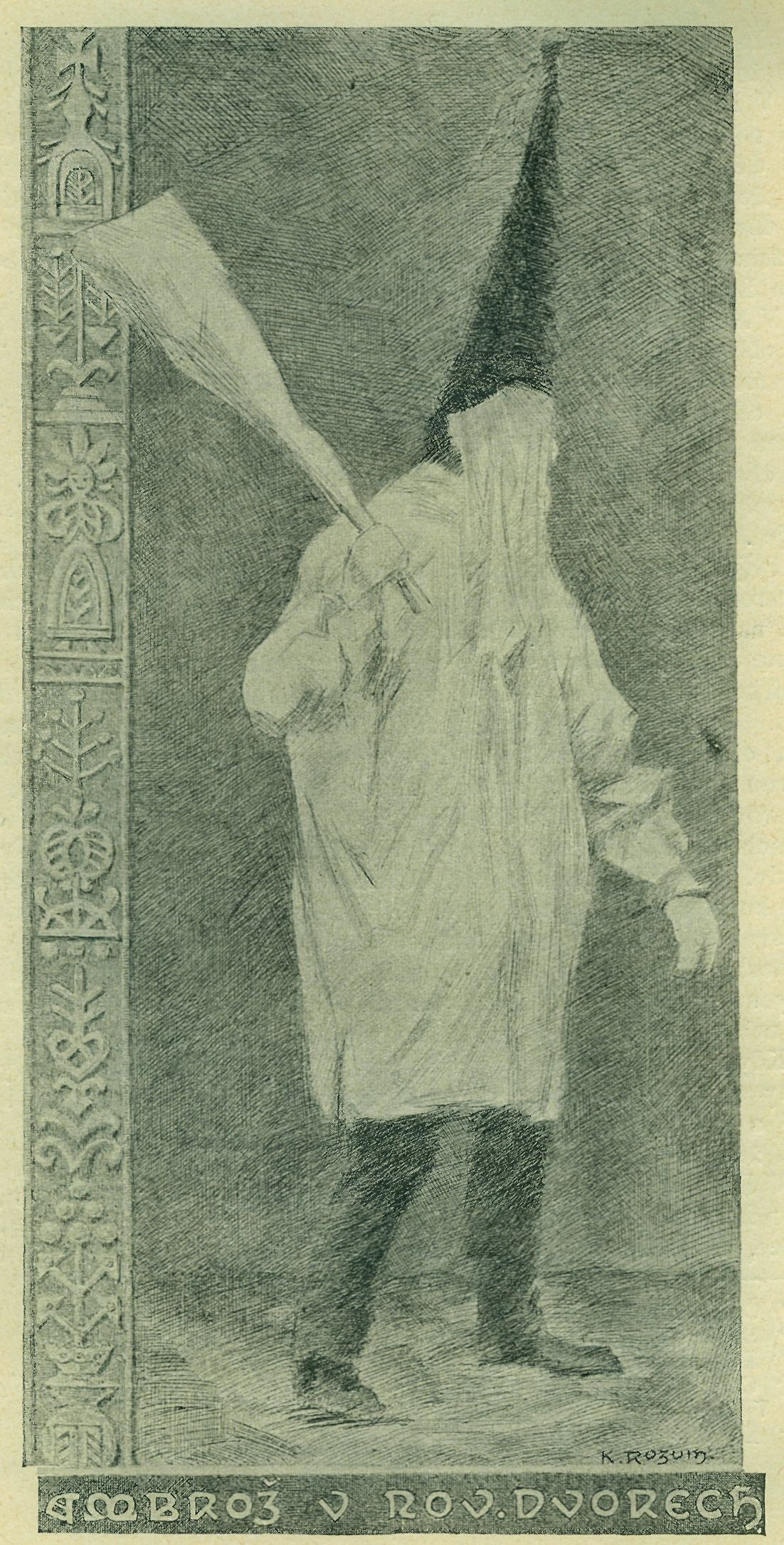
Svatý Ambrož honící děti ve vánoční tradici ve středních Čechách

Legenda o milánském biskupovi Ambrožovi dokazuje, jaký význam měly včely a med pro staré křesťany. Když byl sv. Ambrož ještě malý chlapec, usedl mu jednou na obličej včelí roj. Včelky mu vlétly do úst a krmily chlapce medem. To bylo považováno za boží znamení a předpověď slavné budoucnosti. Na základě této legendy je světec zobrazován s pleteným včelím úlem. Také používání voskových svíček při bohoslužbách svědčí o významu včel v křesťanské víře.

#### Česká vydání Ambrožových děl
- O pannách. Pohřební chvalořeč O bratru Satyrovi. Zvěřina, J.; Petrů, O. a kol. [tr.]. Olomouc: Krystal, 1948.
- De Helia et ieiunio. De mysteriis. De sacramentis [ukázky]. Novák, J. J. [tr.]. In: Patristická čítanka. Praha: Česká katolická charita, 1983.
- O smrti bratra Satyra [II, 1–50]. Nechutová, J. [tr.]. In: Eadem. Úděl a útěcha. Výbor z konsolační literatury antiky, patristiky a středověku. Heršpice: Eman, 1995. ISBN 80-900696-8-1.
- Vexilla regis. Výbor z latinské duchovní poezie. Koronthályová, M. [ed.; tr.]. Praha: BB/art, 2004, passim.
- Svatý Ambrož a tajemství Krista. Vopřada, D. [ed.; tr.]. Praha: Krystal OP, 2015.
- Křestní katecheze, přel. D. Vopřada. Praha: Oikoymenh, 2021. ISBN 978-80-7298-586-9.

#### On-line dostupné Ambrožovy spisy
- (anglicky) Christian Classics Ethereal Library, Ambrožova díla
- (anglicky) List Basileia z Kaisareie Ambrožovi
- (latinsky) Hymni Ambrosii

#### Sekundární literatura

##### Česká
- HUŠEK, V. Peccata haereditaria u Ambrože Milánského. Studia theologica 17 (2004), 29–36. ISSN 1212-8570.
- HUŠEK, V. Nauka o milosti u Ambrože Milánského. In: Milost podle Písma a starokřesťanských autorů. Karfíková, L.; Mrázek, J. [eds.]. Jihlava: Mlýn, 2004, 136–158. ISBN 80-86498-08-5.
- KARLÍK, O. Význam panenství v mravním životě podle sv. Ambrože. Olomouc: vlastním nákladem, 1931.
- MENDELOVÁ, E. Sv. Ambrož. Salve 7, 4 (1997), 37–43. ISSN 1213-6301.
- PIÁČKOVÁ, G. Sv. Ambrož: Deus creator omnium. Studia theologica 15 (2004), 20–38. ISSN 1212-8570.
- PIÁČKOVÁ, G. Světelné atributy Krista v hymnu sv. Ambrože Splendor paternae gloriae. Studia theologica 31 (2008), 78–96. ISSN 1212-8570.
- SLEPIČKA, Martin. Několik poznámek k zobrazování sv. Ambrože v českém středověku. Medea. Studia mediaevalia et antiqua. 2020, roč. 23, s. 9–31. Dostupné online.
- TUMPACH, J. Hymnus Te Deum. Časopis katolického duchovenstva 55 (1914), 554–562.
- VODIČKA, T. Svatý Ambrož. In: O pannách... Olomouc: Krystal, 1948, 7–56.
- VOPŘADA, D. Planus atque suavissimus doctor. Milánský biskup Ambrož coby kazatel. Salve 18, 1 (2008), 17–32. ISSN 1213-6301.
- VOPŘADA, D. Svatý Ambrož – biskup a občan. In: In Spiritu veritatis. Almanach k 65. narozeninám Dominika Duky OP. Martin, B.; Petráček, T.; Schmidt, N.; Mohelník, B. [eds.]. Praha: Krystal OP, 2008. ISBN 978-80-87183-02-1.
- VOPŘADA, D. Mystagogie Výkladu 118. žalmu svatého Ambrože, Červený Kostelec: Pavel Mervart, 2015. ISBN 978-80-7465-133-5.

##### Světová
- DASSMAN, E. Ambrosius von Mailand. Leben und Werk. Stuttgart: Kohlhammer 2004.
- MARKSCHIES, Ch. Ambrosius von Mailand und die Trinitätstheologie. Tübingen 1995.
- SAVON, H. Ambroise de Milan (340-397). Paris: Desclée, 1997.